# ソーリー (バンド)
ソーリー（英:Sorry）はイギリスのバンド。7歳の頃からの幼なじみであったアーシャ・ローレンツ（Asha Lorenz）とルイス・オブライエン（Louis O'Bryen）を中心に2016〜2017年に結成された。バンド名の由来についてルイスは特に理由はないと答えている。ドミノ・レコーズ所属。

## 経歴
ノース・ロンドン出身のアーシャ・ローレンツとルイス・オブライエンにより結成。当初2人はジミ・ヘンドリックスのカバーをしていた。後にドラムスのリンカーン、ベースのキャンベルが加わったが彼らの加入後も作曲はアーシャとルイスの2人で行っているという。
2017年にミックステープ『Home Demon/ns Vol I』を発表したのを皮切りに、多数のシングルをデジタル・リリースした。
2020年3月、『925』でアルバムデビュー。イギリスのインディー・チャートで最高13位を記録。音楽情報サイトステレオガムは同作を2020年3月23日のAlbum of the Week に選び、2020年上半期のベスト50アルバムの中で本作を7位にランク付けした。

## メンバー
- アーシャ・ローレンツ（Asha Lorenz）- ヴォーカル、ギター、ベース、etc.
- ルイス・オブライエン（Louis O'Bryen）- ヴォーカル、ギター、ホーン、プログラミング、etc.
- キャンベル・バウム（Campbell Baum）-  ベース、サックス
- リンカーン・バレット（Lincoln Barret）- ドラムス
- マルコ・ピニ（Marco Pini）- キーボード

## ディスコグラフィ

### スタジオ・アルバム
- 925（Domino、2020年3月27日）

### シングル
- Wishes（2017）
- Lies（2017年）
- 2 Down 2 Dance（2018年）
- Showgirl（2018年）
- Twinkle（2018年）
- Starstruck（2018年）
- Jealous Guy（2019年）
- Right Round The Clocks（2019年）
- Rock’n’ Roll Star（2019年）
- More（2019年）
- Snakes（2019年）
- As The Sun Sets（2020年）

### ミックス・テープ
- Home Demon/ns Vol I（2017年）
- Home Demon/ns Vol II（2018年）